# أنسون هيريك
أنسون هيريك هو ناشر وصحفي وسياسي أمريكي، ولد في 21 يناير 1812 في لويستون في الولايات المتحدة، وتوفي في 6 فبراير 1868 في نيويورك في الولايات المتحدة. نشط حزبياً في الحزب الديمقراطي. وقد انتخب عضو مجلس النواب الأمريكي ‏.